# Spoorlijn Arvidsjaur - Jörn
De spoorlijn Arvidsjaur - Jörn (Zweeds: Järnvägslinjen Jörn–Arvidsjaur) was een spoorlijn in het noorden van Zweden in de provincies Norrbottens län en Västerbottens län. De lijn verbond de plaatsen Arvidsjaur en Jörn met elkaar.
De spoorlijn was 75 kilometer lang en werd in 1928 in gebruik genomen. In 1990 werd de lijn opgebroken.

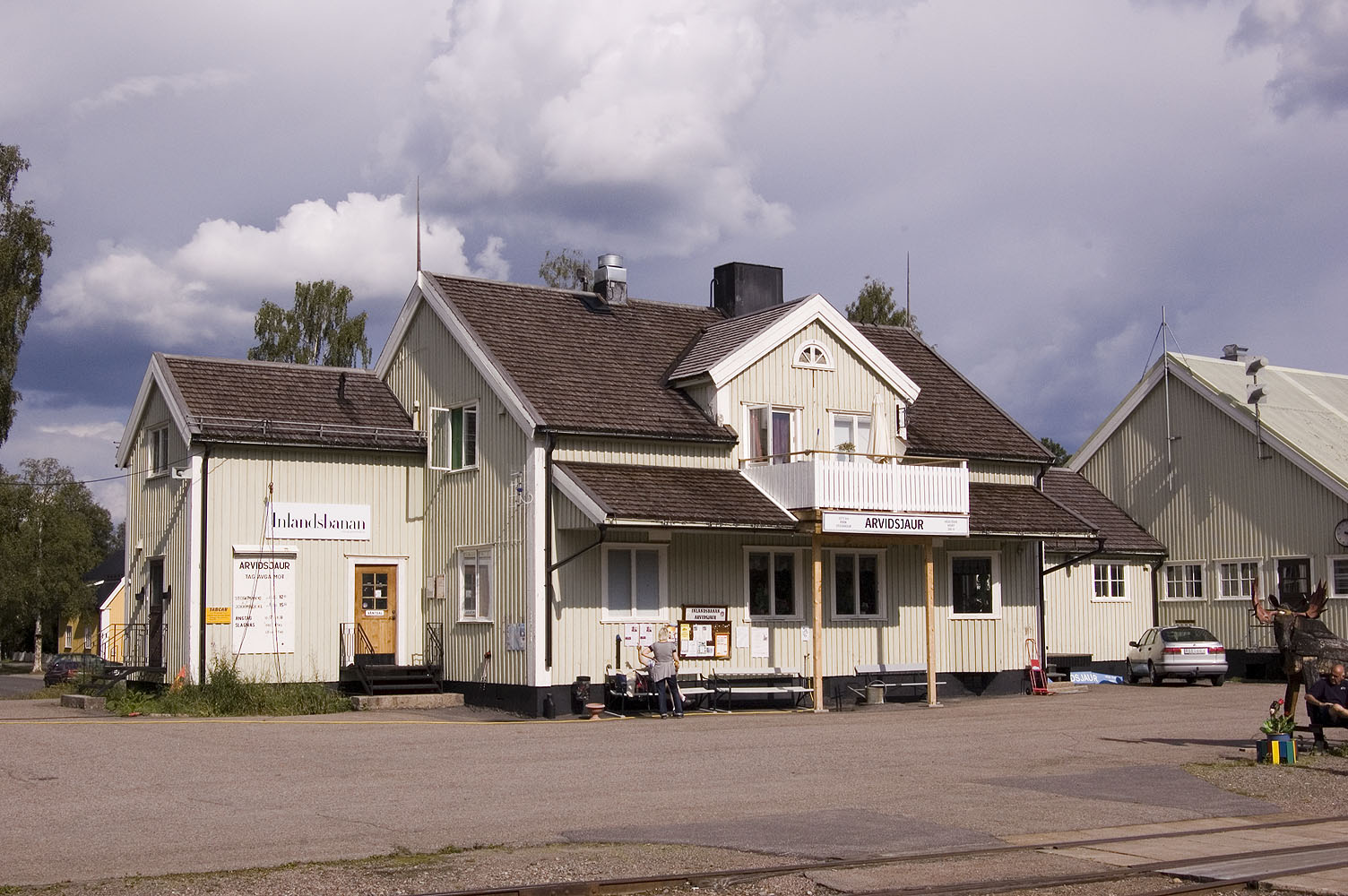
Station Arvidsjaur